# Aleksandrowka (rejon jejski)
Aleksandrowka (ros. Александровка) – wieś w Rosji, w Kraju Krasnodarskim, w rejonie jejskim. W 2010 liczyła 2331 mieszkańców.